# Лиска гавайська
Лиска гавайська (Fulica alai) — вид журавлеподібних птахів родини пастушкових (Rallidae). Ендемік Гавайських островів.

## Поширення
Вид поширений на островах Оаху, Мауї, Молокаї та Кауаї. Мешкає в прибережних солонуватих і прісноводних ставках, струмках і болотах. Вид колись був численним, але його чисельність почала зменшуватися. Перші переписи, проведені в 1950-х і 1960-х роках, виявили менше 1000 птахів по всьому штату. З 1960-х років розмір міжрічної популяції коливався від менше ніж 1000 птахів до понад 3000 і, здається, поступово збільшується.

## Опис
Лиска гавайська схожа на лиску американську. Птах завдовжки 33–40,6 см і важить близько 700 г. Має чорне оперення та помітний білий лобовий щиток.